# Piaggio P.136
Die Piaggio P.136 war ein Amphibienflugzeug des italienischen Herstellers Piaggio.

## Geschichte und Konstruktion
Die Piaggio P.136 ist zweimotoriges Amphibienflugboot mit einem Ganzmetallrumpf, Schubpropellern, Flügeltüren und Einziehfahrwerk. Die Tragflächen sind hoch angesetzt. Auf ihnen befinden sich die Motoren, die Schubpropeller antreiben. Unter den Tragflächen sind die seitlichen Stützschwimmer angebracht. Der Prototyp flog erstmals am 29. August 1948 und schloss die Zulassungsprüfungen im Frühjahr 1949 ab. Die italienische Luftwaffe setzte 14 P.136 für Küstenpatrouillen und Luft-See-Rettung ein. Das Flugzeug wurde in den Vereinigten Staaten von Kearney und Trecker als Royal Gull vermarktet. Trecker erhielt drei Flugzeuge und Teile für 29 weitere, sie bauten auch einige in Lizenz.

## Varianten
- P.136F – Variante mit Franklinmotoren, hauptsächlich von der Aeronautica Militare eingesetzt, 18 gebaut.
- P.136L – Variante mit Lycoming GO-435-Motor, zwei gebaut und eine P.136F umgerüstet.
- P.136L–1 – Variante mit Avco Lycoming GO-480-B mit je 201 kW, 18 gebaut.
- P.136L–2 – Variante mit Avco Lycoming GSO-480two mit je 254 kW angetrieben, 24 aus gelieferten Teilen in den USA gebaut.
- Royal Gull – Vermarktungsbezeichnung der P.136–L1 und P.136–L2 in den USA

## Militärische Nutzung
- Italien
  - Aeronautica Militare: 22 Stück (14 P.136F und 8 P.136L–1)
- Peru[1]
  - Peruanische Luftwaffe: vier Stück (eine P.136L–1 und drei P.136L–2)

## Technische Daten
| Kenngröße             | Daten                                                          |
| --------------------- | -------------------------------------------------------------- |
| Besatzung             | 5                                                              |
| Länge                 | 10,80 m                                                        |
| Spannweite            | 13,53 m                                                        |
| Höhe                  | 3,83 m                                                         |
| Flügelfläche          | 25,10 m²                                                       |
| Flügelstreckung       | 7,3                                                            |
| Leermasse             | 2110 kg                                                        |
| max. Startmasse       | 2995 kg                                                        |
| Reisegeschwindigkeit  | ? km/h                                                         |
| Höchstgeschwindigkeit | 335 km/h                                                       |
| Dienstgipfelhöhe      | 7800 m                                                         |
| Reichweite            | 1450 km                                                        |
| Triebwerke            | 2 × Kolbenmotoren Avco Lycoming GSO-480 mit je 254 kW (345 PS) |